# Peucedanum pungens
Peucedanum pungens är en flockblommig växtart som beskrevs av Ernst Meyer. Peucedanum pungens ingår i släktet siljor, och familjen flockblommiga växter. Inga underarter finns listade i Catalogue of Life.